# هنري ستانلي بلومر
هنري ستانلي بلومر (Henry Stanley Plummer) طبيب أمريكي مختص في علم الغدد الصم. ولد في 3 مارس 1874 وتوفي عام 1937.